# پورت لابل (فلوریدا)
پورت لابل (به انگلیسی: Port LaBelle) یک منطقهٔ مسکونی در ایالات متحده آمریکا است که در شهرستان هندری، فلوریدا واقع شده‌است. پورت لابل ۲۱٫۲ کیلومتر مربع مساحت و ۳٬۵۳۰ نفر جمعیت دارد و ۳ متر بالاتر از سطح دریا قرار دارد.